# Still (Joy Division)
Still is een album van de Britse band Joy Division. Het is een album met vooral onbekendere liedjes van Joy Division. Ook staan op dit album livenummers van het laatste Joy Division optreden ooit, dat plaatsvond bij de Birmingham University 2 mei 1980. 18 mei zou zanger Ian Curtis zich verhangen.
Er staan een paar exclusieve nummers op deze plaat, waaronder Ceremony als liveversie. Dit is de enige keer dat Joy Division dit nummer live heeft gespeeld. Later werd het een single van New Order. Ook staat er een cover van Velvet Undergrounds Sister Ray op deze plaat, opgenomen in de Moonlight Club in Londen op 3 april 1980.
Still werd in 1981, een jaar na het overlijden van zanger Ian Curtis, op elpee uitgegeven en in 1990 op cd heruitgegeven.

## Tracks
1. Exercise One
2. Ice Age
3. Sound of Music
4. Glass
5. The Only Mistake
6. They Walked in Line
7. The Kill
8. Something Must Break
9. Dead Souls
10. Sister Ray
11. Ceremony
12. Shadowplay
13. A Means to an End
14. Passover
15. New Dawn Fades
16. Transmission
17. Disorder
18. Isolation
19. Decades
20. Digital

Ian Curtis · Peter Hook · Stephen Morris · Bernard Sumner